# Woodblock
Een woodblock is een niet gestemd percussie-instrument, dat in vele muziekstijlen wordt gebruikt. De klank is kort en fel, afhankelijk van de hardheid van de stok waarmee gespeeld wordt, en heeft een duidelijk herkenbare toonhoogte. Toch worden doorgaans uitsluitend simpele ritmes gespeeld op een woodblock.
Het woodblock bestaat uit een langwerpig, enigszins plat houten blok, waarin een gleuf is gemaakt, zodat er een klankholte ontstaat, die het bij aanslaan voortgebrachte geluid versterkt.
Er bestaan woodblocks in vele maten, klankkwaliteiten en toonhoogten; de kleinste woodblocks zijn circa 15 cm, de grootste circa 55 cm lang.
Te onderscheiden van het tempelblok.